# Cablemódem

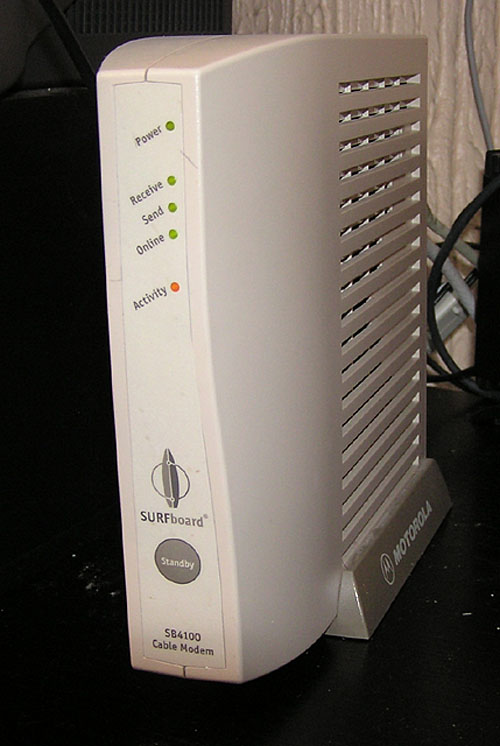
Cablemódem Motorola SurfBoard, fabricado en 1996, obsoleto por presentar graves fallos e inestabilidad en su funcionamiento.

El cablemódem (cable-módem o cable módem) es un tipo especial de módem diseñado para modular y demodular la señal de datos sobre una infraestructura de televisión por cable (CATV).
En telecomunicaciones, Internet por cable es un tipo de acceso de banda ancha a Internet. Este término Internet por cable se refiere a la distribución del servicio de conectividad a Internet sobre la infraestructura de telecomunicaciones.
Los cablemódems se utilizan principalmente para distribuir el acceso a Internet de banda ancha, aprovechando el ancho de banda que no se utiliza en la red de televisión por cable.
Los abonados de un mismo vecindario comparten el ancho de banda proporcionado por una única línea de cable coaxial. Por lo tanto, la velocidad de conexión puede variar dependiendo de cuántos equipos están utilizando el servicio al mismo tiempo.
Los cablemódems deben diferenciarse de los antiguos sistemas de redes de área local (LAN), como 10Base2 o 10Base5 que utilizaban cables coaxiales, y especialmente diferenciarse de 10Base36, que realmente utilizaba el mismo tipo de cable que los sistemas CATV.
A menudo, la idea de una línea compartida se considera como un punto débil de la conexión a Internet por cable. Desde un punto de vista técnico, todas las redes, incluyendo los servicios de línea de abonado digital (DSL), comparten una cantidad fija de ancho de banda entre multitud de usuarios; pero ya que las redes cableadas tienden a abarcar áreas más extensas que los servicios DSL, deben tener más cuidado para asegurar un buen rendimiento en la red.
Una debilidad más significativa de las redes de cable al usar una línea compartida es el riesgo de la pérdida de privacidad, especialmente considerando la disponibilidad de herramientas de hacking para cablemódems. De este problema se encarga el cifrado de datos y otras características de privacidad especificadas en el estándar DOCSIS (Data Over Cable Service Interface Specification), utilizado por la mayoría de cablemódems. Existen dos estándares: el EURODOCSIS (mayormente utilizado en Europa) y el DOCSIS. En las especificaciones DOCSIS, la entrada del módem es un cable RG6, con un conector F.

## Acceso a Internet por cable
Los módems de cable, junto a los de la tecnología DSL, son los dos tipos principales de acceso a la Internet de banda ancha.
El bit rate del servicio de cable módem varía entre los 2 megabits por segundo (Mbit/s) hasta los 100 Mbit/s o más.
Hay 3 desventajas potenciales al usar el método de acceso a internet por cable:
1. Como todas las tecnologías de redes residenciales (ej: DSL, WiMAX, etc.), una capacidad de canal fija es compartida por un grupo de usuarios (en el caso de Internet por cable, los usuarios en una comunidad comparten la capacidad disponible que provee un solo cable coaxial). Por lo tanto, la velocidad del servicio puede variar dependiendo de la cantidad de personas que usen el servicio al mismo tiempo. No obstante, es muy raro que esto suponga un problema y muy rara vez supone pérdidas de caudal de conexión.
2. A mayor sea la distancia de entre un repetidor, o booster, de señal por cable coaxial, mayor será la pérdida de señal lo que provocará una disminución en la velocidad de la conexión.
3. Otro problema son las divisiones de cable por medio de separadores, o splitters, en el domicilio del abonado provocando fallas en el rendimiento de la conexión y en algunos extraños casos la pérdida completa de la señal. Aunque los cablemódems más recientes ya incluyen un enrutador o Router que cumple tal función sin las desventajas del separador de señal (ver enrutador doméstico  y Puente_de_red).

Sin embargo hay importantes ventajas:
1. El rendimiento de la conexión no depende de la distancia de la central, pudiendo llegar fácilmente a las velocidades reales contratadas; esto muy raramente ocurre con ADSL, motivo de queja de muchos clientes.
2. Una muy baja latencia o Ping respecto a ADSL. Rondando de 5 a 12 ms frente a los +30ms de los ADSL.
3. “Información de sobrecarga” u overhead information (pérdida de caudal útil)[1] menor al de conexiones DSL.
4. Posibilidad de velocidades superiores a las ADSL.

## Proceso de inicio de un cablemódem
En primera instancia, el cable de internet solicita al CMTS que le envíe los parámetros de configuración necesarios para poder operar en la red de cable (dirección IP y otros datos adicionales) utilizando el protocolo de comunicaciones DHCP. Inmediatamente después, el cablemódem solicita al servidor de hora del día (TOD, por sus siglas en inglés), la fecha y hora exacta, que se utilizará para almacenar los eventos de acceso del suscriptor.
Queda todavía la configuración propia del cablemódem, la cual se lleva a cabo después de las solicitudes DHCP y TOD. El CMTS le envía ciertos parámetros de operación vía TFTP, tras lo cual, el cablemódem realiza un proceso de registro y, en el caso de utilizar la especificación DOCSIS de Privacidad de Línea Base (BP, pjhgjor sus siglas en inglés) en la red, deberá adquirir la información necesaria de la central y seguir los procedimientos para inicializar el servicio. BP es una especificación de DOCSIS 1.0 que permite el cifrado de los datos transmitidos a través de la red de acceso. El cifrado que utiliza BP sólo se lleva a cabo para la transmisión sobre la red, ya que la información es descifrada al momento de llegar al cable módem o al CMTS. DOCSIS 1.1 integra a esta interfaz de seguridad, además, especificaciones adicionales conocidas como Interfaz Adicional de Privacidad de Línea Base (BPI+, por sus siglas en inglés), las cuales, entre otras cosas, definen un certificado digital para cada cablemódem, que hace posible su autenticación por parte del CMTS. Asumiendo que el proceso de inicialización se ha desarrollado satisfactoriamente, el cable módem está listo para utilizar la red como cualquier otro dispositivo Ethernet sobre los estándares de transmisión admitidos por DOCSIS. El servidor que brinda las respuestas a las peticiones DHCP, TFTP y TOD es conocido como servidor de aprovisionamiento (provisioning), sin embargo, puede haber servidores específicos para cada uno de esos servicios, los cuales se encuentran en una red llamada red de aprovisionamiento.
Uno de los principales problemas de este servicio es la inconsistencia del enlace ascendente, esto se debe a que las frecuencias de "Retorno" están por debajo de los 54 MHz (de 5 a 33 MHz para los sistemas DOCSIS), en estas frecuencias están todo tipo de ruidos eléctricos, por lo tanto es necesaria una constante revisión de las operadoras de redes de cable para evitar el ruido en retorno (Ingress), cuando al CMTS le deja de "responder" el cablemodem este último tiene que repetir todo el proceso de registro. En las redes actuales esto es poco probable, sobre todo en las que usan EURODOCSIS ya que las frecuencias de retorno se sitúan entre 5 y 65 MHz con lo que se pueden evitar la parte más ruidosa del espectro radioeléctrico.
Así mismo, una de las principales ventajas es la baja latencia o Ping, ya que la CMTS introduce mucho menos retardo que los DSLAM de ADSL. Valores típicos para una buena conexión de Cable puede ser entre 5 y 35ms, mientras un buen ADSL puede tener entre 15 y 50 ms.
Además las conexiones se basan en Ethernet por lo que se pierde menos caudal útil que en ADSL (con el mismo ancho de banda contratado se consigue más velocidad). Pero la ventaja más importante es que en una red de Cable, el lugar de residencia del cliente no afecta a la velocidad de la conexión, en ADSL o WiMAX la distancia con la central es un impedimento para conseguir velocidades cercanas a 10Mbps, con Cable estas velocidades son fáciles de conseguir en toda la red.
La mayoría de cablemodems pueden configurarse en la dirección 192.168.100.1.

## Algunos fabricantes de cablemódems
- 3Com
- ARRIS
- Cisco Systems
- D-link
- Ericsson
- Motorola Home
- Netgear
- Nortel Networks
- RCA
- Kaon Media
- Scientific Atlanta
- Cable Onda
- Technicolor (Thomson)
- Toshiba
- TP-LINK
- Ubee Interactive
- Antel
- Ubbe
- Hitron

## Sistemas que alimentan una red CATV de Internet
- Enlaces Single Channel Per Carrier (SCPC)
- Enlace vía Fibra Óptica (Hybrid Fibre Coaxial, HFC)